# Jean de La Bruyère
Jean de La Bruyère (Paris, 16 de agosto de 1645 – Versalhes, 10 de maio de 1696) foi um filósofo e moralista francês que se destacou pela sua sátira.

## Biografia
La Bruyère é famoso por uma única obra, dos Personagens ou costumes do século (Les Caractères ou les Mœurs de ce siècle) (1688). Este livro, composto de um conjunto de peças curtas de literatura, é uma crônica do espírito essencial do século XVII. La Bruyere foi um dos escritores do passado que destacou o "estilo" da literatura, desenvolvendo um fraseado rítmico em que os efeitos de ruptura são fundamentais. Este estilo incentiva a leitura em voz alta, indicando o estado de atividade dos juízos morais pela operação retórica obtida através da leitura em voz alta para o público. La Bruyere dedica uma seção inteira a caracteres de eloquência perversos. Muitos autores têm seguido o caminho traçado pela estilística La Bruyere desde Marivaux, de Honoré de Balzac e  de Marcel Proust, passando por André Gide.

## Edições
- La Bruyère, Œuvres complètes, Gustave Servois, Les Grands écrivains de la France, 1865-1882
- La Bruyère, Les Caractères, de Robert Garapon, Classiques Garnier, 1962
- La Bruyère, Les Caractères, de Louis Van Delft, Imprimerie nationale, 1998
- La Bruyère, Les Caractères de Theophraste traduits du Grec avec les Caractères ou les moeurs de ce siècle, edição crítica de Marc Escola, Honoré Champion, 1999.
- La Bruyère (pref.  Emmanuel Bury), The Characters, The Pocket Book, 2004, 644  pág. (ISBN  2-253-01505-9)